# 2EL5
2EL5 là một đầu máy điện sử dụng loại điện xoay chiều để kéo tàu hàng của Ukraina. Nó được sử dụng từ năm 2005 đến nay.